# جورج آر. رابرتسون
جورج آر. رابرتسون (انگلیسی: George R. Robertson؛ زادهٔ ۲۰ آوریل ۱۹۳۳) بازیگر اهل کانادا است. وی از سال ۱۹۶۸ میلادی تاکنون مشغول فعالیت بوده است و در سال ۲۰۰۴ برندهٔ جایزه جمینای شد.ProQuest 348677701</ref>
از فیلم‌های او می‌توان به جی‌اف‌کی، فریب‌خورده، دانشکده پلیس، دانشکده پلیس ۲، دانشکده پلیس ۳ و دانشکده پلیس ۴ اشاره نمود.